# العلاقات الإيرانية الأمريكية بعد عام 1979
هذه المقالة هي عن التوترات الدولية الحالية بين إيران وغيرها من البلدان وخصوصا الولايات المتحدة وإسرائيل.
منذ الثورة الإسلامية الإيرانية عام 1979 وجدت إيران صعوبة في تكوين علاقات مع الدول الغربية وخصوصا الولايات المتحدة. تتعرض إيران لعقوبات أحادية مستمرة من الجانب الأمريكي التي شُيدت في ظل رئاسة بيل كلينتون.
كان لإيران برنامج نووي مدني منذ ما قبل ثورة عام 1979. ومع ذلك فمنذ اندلاع الثورة فإن هناك بعض المخاوف من أن إيران يمكن أن تستخدم هذا البرنامج لتطوير أسلحة نووية. أثيرت هذه المخاوف من خلال الإيحاء في أغسطس 2002 من قبل علي رضا جعفر زاده وهو شريك بارز في منظمة حركة مجاهدي خلق من وجود موقعين نوويين سريين وهما منشأة لتخصيب اليورانيوم في نطنز (جزء منها تحت الأرض) ومنشأة الماء الثقيل في أراك. لكن لا يوجد دليل في هذه المرحلة أن هذا البرنامج ليس مدني بحت.
في الوقت نفسه اتهمت إيران الولايات المتحدة بدعم الحركات الإسلامية المتطرفة في الشرق الأوسط وبتزويد الميليشيات في العراق. وجهت إيران أيضا خطاب قوي تجاه إسرائيل بما في ذلك التشكيك في شرعية وجودها.
بسبب هذه العوامل فإن التوترات بين بعض الدول وإيران قد تحول حسب قول رئيس وزراء إيطاليا رومانو برودي للصحافيين إلى أزمة دولية حيث ترفض الولايات المتحدة وإسرائيل استبعاد استخدام القوة لوقف البرنامج النووي الإيراني على الرغم من أنها تؤكد دائما أنها تنظر في استخدام القوة كملاذ أخير.

## الجدل النووي

### النشاط الدبلوماسي المرتبط بالبرنامج النووي الإيراني
كان البرنامج النووي الإيراني المثير للجدل على الرغم من أن تطوير برنامج مدني للطاقة النووية بما في ذلك أنشطة تخصيب اليورانيوم يسمح به صراحة بموجب معاهدة الحد من انتشار الأسلحة النووية ولكن هناك مزاعم بأن إيران كانت تسعى بصورة غير مشروعة لبرنامج أسلحة نووي في انتهاك للمعاهدة.
تحت قيادة الولايات المتحدة والاتحاد الأوروبي فقد طلب المجتمع الدولي من إيران إنهاء أنشطة تخصيب اليورانيوم. لكن الدول الأعضاء المائة وثمانية عشر في حركة عدم الانحياز أيدت حق إيران في امتلاك التكنولوجيا النووية السلمية.
هذا الجهد الدبلوماسي توج بإصدار قرار مجلس الأمن التابع للأمم المتحدة رقم 1737 الذي اعتمد (بعد قدر كبير من الجهود الدبلوماسية) بموافقة كل من الصين وروسيا (التي لم تستخدم حق النقض). يتوجب تطبيق هذا القرار ولكن العقوبات الخفيفة والاقتصادية ترتبط فقط ببرنامج إيران النووي.
يذكر أن هذا القرار ينص على إذا «إيران لم تمتثل لهذا القرار فإن مجلس الأمن سيعتمد تدابير ملائمة أخرى بموجب المادة 41 من الفصل السابع من ميثاق الأمم المتحدة لإقناع إيران للامتثال لهذا القرار ومتطلبات وكالة الطاقة الذرية ويؤكد أنه سيتم اتخاذ قرارات أخرى ينبغي أن تكون هذه التدابير ضرورية إضافية». وفقا للقرار يجب أن تلتزم إيران بالقرار في غضون 60 يوما أي قبل 20 فبراير 2007.
رفضت إيران بشدة هذا القرار. أقر البرلمان الإيراني مشروع قانون بشأن 27 ديسمبر 2006 يلزم الحكومة «بمراجعة» تعاونها مع الوكالة الدولية للطاقة الذرية وتسريع سعيها للحصول على التكنولوجيا النووية في رد فعل على قرار للأمم المتحدة. أعطى مشروع القانون حكومة الرئيس محمود أحمدي نجاد الحرية في تبني نهج أكثر صرامة ضد الوكالة الدولية بما في ذلك إنهاء عمليات التفتيش للمنشآت النووية الإيرانية.
في 2 مارس 2007 وافقت الدول الست الرئيسية بما في ذلك الأعضاء الدائمين الخمسة في مجلس الأمن الدولي الذي عقد لتمرير قرار جديد لفرض عقوبات أكثر صرامة على إيران بشأن القضية النووية في مجلس الأمن التابع للأمم المتحدة حسبما قال وزير الخارجية الفرنسي فيليب دوست بلازي.
في مارس 2007 أعلنت روسيا أن بناء مفاعل نووي قد يتأخر شهرين على الأقل لأن إيران فشلت في دفع مبالغ شهرية منذ يناير. قالت أن التأخير قد يتسبب في ضرر «لا رجعة فيه» للمشروع. بسبب هذا التأخير فإن روسيا أيضا وضعت لأجل غير مسمى قبالة تسليم وقود اليورانيوم المخصب ووعدت بتزويد إيران في مارس. إيران التي نفت تخلفها في المدفوعات كانت غاضبة واقتناعا منها أن روسيا تضغط على الدولة للانحناء أمام مجلس الأمن الدولي والتي فرضت عقوبات ضدها لرفضها تعليق تخصيب اليورانيوم. عزز نمط سلوك روسيا إصرار إيران على الحصول على التكنولوجيا الكاملة لبناء محطات الطاقة النووية وإنهاء اعتمادها على روسيا التي لم ولن تكون أبدا شريكا موثوقا به.

### اتهام معايير النفاق والازدواجية من قبل إيران تجاه الغرب
في 20 فبراير 2007 قبل انتهاء المهلة التي حددها مجلس الأمن التابع للأمم المتحدة بمطالبة إيران بتعليق تخصيب اليورانيوم وحذر علي لاريجاني رئيس إيران لمجلس الأمن القومي أن «المعايير المزدوجة ستضر كثيرا بمصداقية الهيئات الدولية. أعتقد أن بعض الدول تسعى للمغامرة على القضية النووية الإيرانية. أنت تعرف أن بعض البلدان حتى الآن لم توقع معاهدة حظر الانتشار النووي ولكن تجري أنشطة نووية والندم على أن أي إجراء قد اتخذ ضد هذه البلدان في حين أصدر مجلس الأمن الدولي قرارا ضد إيران».
في 18 مارس 2007 إيران الواقعة تحت رحمة القوى الغربية بسبب برنامجها النووي انتقدت خطط بريطانيا لتجديد ترسانتها النووية بأنه «انتكاسة خطيرة» للجهود الدولية لنزع السلاح. أيد برلمان المملكة المتحدة خطط رئيس وزراء المملكة المتحدة توني بلير لتجديد نظام الأسلحة النووية لصواريخ ترايدنت في البلاد.
في مؤتمر للاطلاع على القرار حول ترايدنت ذكروا: «بريطانيا ليس لديها الحق في مساءلة الآخرين عندما لا تمتثل لالتزاماتها» في إشارة إلى التزام من جانب المملكة المتحدة والولايات المتحدة وروسيا وفرنسا لنزع السلاح بموجب اتفاق معاهدة حظر الانتشار النووي و«من المؤسف جدا أن المملكة المتحدة تدعو دائما لعدم انتشار السلاح النووي ولكنها تتخذ خطوة جادة نحو مزيد من تطوير أسلحة نووية».
في جلسة سؤال وجواب أمام جامعة كولومبيا في 24 سبتمبر 2007 أشار الرئيس الإيراني: «أعتقد أن السياسيين الذين يتحدثون عن القنابل الذرية أو اختبارها يجعلهم سياسيا معاقون ومتخلفون».

### المعارضة داخل إيران لسياسة الطاقة النووية
في 20 فبراير 2007 اشتكت حركة المجاهدين الإسلامية الثورية وهو حزب سياسي إصلاحي صغير من أن سعي إيران لإنتاج الطاقة النووية يشكل خطرا للأمن القومي والمصلحة الوطنية ومصير الشعب الإيراني.
في 26 فبراير 2007 انتقدت صحيفة رسالات اليومية المحافظة أحمدي نجاد قائلة: «ليس مقبول في السياسة الخارجية الضعف أو اللغة الهجومية من دون داع».

## تصريحات القادة الإيرانيون ضد إسرائيل
قام القادة الإيرانيين بهجوم عنيف ضد إسرائيل. أبلغ أحمدي نجاد على نطاق واسع أنه يتوجب محو إسرائيل من على الخريطة. تعزى الدعوة لتدمير إسرائيل أيضا إلى روح الله الخميني القائد السياسي للثورة الإسلامية في عام 1979. تقام العروض العسكرية الإيرانية لإظهار الصواريخ الباليستية المزينة بشعارات مثل «يجب اجتثاث إسرائيل ومحوها من التاريخ».
شددت الحكومة الإيرانية على أنها لم تدع الهجوم على إسرائيل. بدلا من ذلك دعت إلى السماح بعودة اللاجئين الفلسطينيين إلى فلسطين. تعتبر هذه «التوضيحات» في إسرائيل ستار دبلوماسي.
قال رئيس وزراء إسرائيل ايهود اولمرت: «تحت ستار برنامج نووي مدني لسنوات طويلة تابعنا جهود إيران لامتلاك أسلحة نووية».
في نوفمبر 2003 قام وزير الدفاع الإسرائيلي شاؤول موفاز بما وصفته مصادر أنه تحذير من «خطورة غير مسبوقة». قال موفاز عن موقف حكومته الأسبوع الماضي خلال زيارته للولايات المتحدة مشيرا إلى أن «تحت أي ظرف من الظروف فإن إسرائيل قادرة على التعامل الأسلحة النووية الإيرانية».

## دعم «الإسلاميين»
جمهورية إيران الإسلامية تمول وتسلح جماعات مثل حزب الله وحركة حماس وحركة الجهاد الإسلامي في فلسطين. تزعم وزارة الخارجية الأمريكية أن هذا الأمر يجعل من إيران الراعي للإرهاب. أضيفت إيران في عام 1984 على القائمة الأمريكية للدول الراعية للإرهاب الدولي. وفقا لوزارة الخارجية فإن إيران واصلت "تقديم كميات متفاوتة من التمويل والملاذ الآمن، والتدريب، والأسلحة لحزب الله اللبناني وجماعات الرفض الفلسطينية أبرزها حركة حماس وحركة الجهاد الإسلامي في فلسطين والجبهة الشعبية لتحرير فلسطين – القيادة العامة. كما شجعت حزب الله والفصائل الفلسطينية الرافضة لتنسيق التخطيط وتصعيد أنشطتها.

## النشاط الإيراني في العراق
اتخذت إيران دورا نشطا في العراق. كانت المحادثات بين البلدين (إيران والعراق) ناجحة حيث ذهبت إيران إلى أبعد من ذلك ببناء فرع رئيسي للبنك الإيراني داخل العراق. تؤكد إيران أنها تدعم الحكومة العراقية. في الواقع فإن الحزب الرئيسي الذي يدعم الحكومة العراقية وقوات التحالف الأمريكي هو المجلس الأعلى الإسلامي العراقي وهو أيضا مقرب من إيران. زعيم المجلس عبد العزيز الحكيم تلقى دعوة لزيارة البيت الأبيض وهو لاجئ في إيران عندما كان صدام حسين على رأس السلطة. في 21 فبراير 2007 ألقي القبض على ابنه قادما من إيران مع حراسه المسلحين من قبل قوات الولايات المتحدة وفي وقت لاحق أطلق سراحه مع تقديم الأعذار من قبل قوات الولايات المتحدة.
ومع ذلك فقد ادعت الولايات المتحدة أن إيران تدعم بعض الميليشيات الشيعية التي يزعم أنها ضد الحكومة العراقية وخصوصا جيش المهدي التابع لمقتدى الصدر. وفقا للسفير الإيراني في العراق فإن الولايات المتحدة تحتجز حاليا 6 دبلوماسيين إيرانيين و30 من الرعايا الإيرانيين في العراق ولم يتم تأكيد هذا العدد أو إنكاره من قبل المسؤولين الأمريكيين. في 28 فبراير 2007 فإن الولايات المتحدة وافقت على المشاركة في مؤتمر دولي ليتم استدعاؤها من قبل الحكومة العراقية لمناقشة الأزمة الأمنية في العراق حيث دعت الحكومة الإيرانية أيضا. قالت وزيرة الخارجية الأمريكية كوندوليزا رايس أن الولايات المتحدة ستنضم للاجتماع وأن واشنطن تؤيد دعوة الحكومة العراقية لإيران وسوريا.

### القبض على مسؤولون إيرانيون من قبل القوات الأمريكية في بغداد
في 25 ديسمبر 2006 قامت قوات الولايات المتحدة بإلقاء القبض على أربعة على الأقل من كبار المسؤولين العسكريين في زيارتهم لبغداد. ذكر أنه تم إلقاء القبض على الإيرانيين بعد أن داهم جنود أمريكيين مجمع الزعيم الشيعي عبد العزيز الحكيم القيادي في المجلس الأعلى للثورة الإسلامية الشيعي. الرئيس العراقي جلال طالباني وهو حليف قوي للولايات المتحدة طلب إطلاق سراحهم. قال هيوا عثمان المستشار الاعلامي للرئيس العراقي لرويترز: "إن الرئيس مستاء. إنه يتحدث إلى الأمريكيين حول هذا الموضوع كما نصرح". قال عثمان أن الدبلوماسيين الإيرانيين جاءوا إلى العراق بناء على دعوة من الرئيس العراقي لكنه لم يكن يعلم ما إذا كانوا قد اجتمعوا معه". كانت الدعوة في إطار اتفاق بين إيران والعراق لتحسين الوضع الأمني. أخيرا أفرج عنهم في 30 ديسمبر. كان أحدهم هو شيزاري وهو أرفع ثالث مسؤول في لواء القدس في الحرس الثوري الإيراني وهي الوحدة الأكثر نشاطا في مساعدة وتسليح وتدريب المجموعات خارج إيران بما في ذلك حزب الله والجهاد الإسلامي حسبما قال مسؤولون أمريكيون.
وفقا للمجلس الوطني للمقاومة الإيرانية عن مصدر من مسؤولو الاستخبارات الأميركية من دون تسميته فإن إيران «تعمل بشكل وثيق مع كل من الميليشيات الشيعية والجماعات السنية الجهادية» من أجل إحباط حكومة علمانية في العراق.
في 4 يناير 2007 أشار البرنامج السياسي الرئيسي لهيئة الإذاعة البريطانية بي بي سي السلطات البريطانية في العراق قوله أنه في حين أن الاعتقالات أنتجت معلومات استخباراتية مهمة للغاية فإنه لم يكن هناك «دليل دامغ» بشأن امدادات أسلحة أو هجمات. قال أحد المسئولين: «كان هناك مناقشة ما إذا كانت حكومة المالكي ستنجح والذي ينبغي أن يكون في الوظائف الوزارية... كان اجتماعا هاما للغاية». قال مراسل بي بي سي أن حساسية الولايات المتحدة إلى هذه المسألة تأتي من اكتشاف أدلة على أن إيران تسعى لتغيير هذا الوضع في العراق لصالحها وإلى حد محاولة التأثير على تركيبة حكومة بغداد.

### هجوم من قبل القوات الأميركية على القنصلية الإيرانية في أربيل
هبطت خمس طائرات مروحية أمريكية على سطح القنصلية في شمال مدينة أربيل. قام جنود أمريكيون بكسر الأبواب واعتقلوا خمسة أشخاص وأخذوا الأوراق وأجهزة الكمبيوتر. اعتبرت هذه الغارة بأنها خطوة لتصعيد لهجة القادة الأمريكيون ضد إيران. قال وزير الدفاع الأمريكي روبرت جيتس أن طهران تقوم بتسليح المتمردين في العراق.
أكد مسؤول في وزارة الخارجية الإيرانية في لقاء مع السفير العراقي في طهران يوم الجمعة أن بغداد لا ينبغي لها أن تسمح للولايات المتحدة بالتدخل في العلاقات بين إيران والعراق. أضاف مسئول مشددا: «إننا نتوقع من الحكومة العراقية أن تتخذ تدابير فورية لتعيين الأفراد المذكورين الأحرار وإدانة جنود الولايات المتحدة لهذا الاجراء». من جانبه أعرب السفير العراقي في طهران عن أسفه للحادث وتعهد بمتابعة القضية من خلال المسؤولين في بلاده. وفقا لأسوشيتد برس فإن وزير الخارجية العراقي دعا الأحد 14 يناير من أجل الإفراج عن خمسة إيرانيين اعتقلتهم القوات الأمريكية في ما قاله مهمة مشروعة في شمال العراق.

### اتهام الولايات المتحدة لها بدعم الهجمات على القوات الأمريكية
في 10 يناير 2007 أكد الرئيس بوش في خطاب إلى الأمة أن النجاح في العراق يبدأ بمعالجة إيران وسوريا: «إيران تقوم بتقديم دعم مادي للهجمات على القوات الأمريكية. سنوقف الهجمات على قواتنا. سوف نوقف تدفق الدعم من إيران وسوريا. سنسعى إلى تدمير الشبكات التي تقدم الاسلحة المتطورة والتدريب لأعدائنا في العراق».
خلال الأسابيع التالية انتقدت تصريحات بوش لإعداد الولايات المتحدة للهجوم على إيران من دون موافقة الكونغرس. تصرفاته فيما يتعلق بإيران كانت تسمى أيضا بالهجوم والاستفزازية.
في 2 فبراير 2007 اعترف مسؤولون في إدارة بوش أنهم لم يتمكنوا بعد من جمع أدلة قوية بما فيه الكفاية لدعم مطالبتهم علنا بأن إيران تقوم بالتحريض على العنف ضد القوات الاميركية في العراق.
في 12 فبراير 2007 نظمت الإدارة الأمريكية مؤتمر صحفي في بغداد لطرح قضيتهم. قال للصحفيين أن الاستخدام الفتاك لقنبلة مزروعة على الطريق المعروفة باسم المتفجرات المخترقة للدروع قد تضاعف تقريبا في العام الماضي. قالوا أن هناك «مجموعة متزايدة من الأدلة التي تشير إلى العرض الإيراني للمتفجرات الخارقة للدروع لجماعات عراقية متطرفة».
قال المتحدث باسم وزارة الخارجية الإيرانية محمد علي حسيني للصحفيين: «إنهم يدينونا باختلاق المشاكل في العراق ولكن ليس لديهم أي وثائق أو براهين. الكثير من هذه الأدلة هي وهمية ومصطنعة. على سبيل المثال عندما أرادوا بدء الحرب في العراق قدموا الكثير من الأدلة على أن هناك الكثير من الأسلحة في العراق على الرغم من أن محققي الوكالة الدولية للطاقة الذرية قالوا أنهم لم يعثروا على أي أسلحة في العراق. في الوقت الراهن فإنهم يستخدمون أسلحة ولكنهم لا يثبتون من أين جاءت هذه الأسلحة».

### خطف مبعوث إيراني من قبل مسلحين عراقيين
مسلحون عراقيون يرتدون بزات عسكرية خطفوا السكرتير الثاني في السفارة الإيرانية جلال شرفي في 4 فبراير 2007 بينما كان يقود سيارته في وسط بغداد. قال مسؤول في الحكومة العراقية أن الاختطاف حدث من قبل وحدة خاصة من الجيش ترفع تقاريرها مباشرة إلى القيادة العسكرية الأمريكية ولكن هذا نفاه مسؤولون عسكريون أميركيون. وزارة الخارجية الإيرانية أدانت الخطف وألقت اللوم على الولايات المتحدة.

## العقوبات الاقتصادية ضد إيران
منذ ثورة عام 1979 في إيران فإن البلاد تخضع لعقوبات أحادية ثابتة من جانب الولايات المتحدة. تم إضفاء الطابع الرسمي على العقوبات الأمريكية الأولى ضد إيران في نوفمبر 1979 من خلال أزمة الرهائن ووجهت العديد من العقوبات ضد الحكومة الإيرانية. بحلول عام 1987 تم منع استيراد البضائع الإيرانية إلى الولايات المتحدة. في عام 1995 أصدر الرئيس كلينتون الأمر التنفيذي رقم 12957 بشأن حظر الاستثمارات الأمريكية في قطاع الطاقة الإيراني وبعد بضعة أسابيع بموجب الأمر التنفيذي رقم 12959 في 9 مايو 1995 بشأن القضاء على التجارة والاستثمار وتقريبا كل تفاعل بين الولايات المتحدة وإيران. للحصول على تفاصيل العقوبات الأمريكية الحالية راجع صفحة من وزارة الخزانة الأمريكية.
لم تتبع أي دولة الولايات المتحدة في تطبيق عقوبات. لكن عقوبات الامم المتحدة هي العقوبات الدولية الأولى المفروضة على إيران. تسعى الولايات المتحدة لفرض المزيد من العقوبات الاقتصادية ضد إيران. بموجب الاقتراح المقدم من ألمانيا التي تتولى رئاسة الاتحاد الأوروبي خلال النصف الأول من عام 2007 فإن الاتحاد الأوروبي أيضا ينظر في فرض عقوبات تتجاوز عقوبات الأمم المتحدة ولكن لم يتخذ أي قرار بعد.
في يونيو 2007 حذرت دول الاتحاد الأوروبي الرائدة بما في ذلك بريطانيا وفرنسا وألمانيا إيران أنها ستواجه مزيدا من العقوبات لتوسيع تخصيب اليورانيوم والحد من وصول المفتشين الدوليين لبرنامجها النووي. إيران تواصل تجاهل التزاماتها ولم تتخذ أي خطوات لبناء الثقة في الطبيعة السلمية البحتة لبرنامجها. بالإضافة إلى ذلك فإن الاتحاد الأوروبي يقدم تعليق إيران من العقوبات ومجموعة من المزايا التجارية والمزايا الصناعية إذا علقت برنامجها النووي.
إن قانون تعزيز العقوبات على إيران عام 2007 الذي عرضه النائب الجمهوري عن إلينوي مارك كيرك والنائب الديمقراطي عن نيو جيرسي روب أندروز يهدد بفرض عقوبات على أي شركة أو فرد يقوم بتقديم منتجات بترولية مكررة أو يشارك في النشاط الذي يمكن المساهمة في تعزيز قدرة إيران على استيراد المنتجات المكررة بعد 31 ديسمبر. مشروع القانون يمكن أن يؤدي إلى فرض عقوبات ضد سماسرة البنزين والصهاريج وشركات التأمين.

## إعداد مزعوم للحرب
رفضت الولايات المتحدة وإسرائيل استبعاد استخدام القوة لوقف البرنامج النووي الإيراني. ومع ذلك أكدت دائما أنها تنظر في استخدام القوة كملاذ أخير.
ابتداء من عام 2005 فإن العديد من المحللين بما في ذلك الصحافي سيمور هيرش مفتش أسلحة الدمار الشامل السابق للأمم المتحدة في العراق من 1991 إلى 1998 وسكوت ريتر وجوزيف سيرينسيون مدير منع الانتشار النووي في مؤسسة كارنيغي للسلام الدولي والأستاذ في جامعة سان فرانسيسكو ورئيس تحرير الشرق الأوسط للسياسة الخارجية في مشروع التركيز وستيفن زونس زعموا أن الولايات المتحدة تعتزم شن هجوم عسكري ضد إيران.
19 ديسمبر 2006: وفقا لتقرير سي بي اس نيوز فإن وزارة الدفاع تخطط لتعزيز وجودها في الخليج العربي الذي سيكون بمثابة تحذير للحكومة الإيرانية وتحديها بشكل مستمر. يقول مراسل الأمن القومي لقناة سي بي اس نيوز ديفيد مارتن أن الولايات المتحدة تقوم بالحشد العسكري والذي يشمل إضافة حاملة طائرات ثانية في منطقة الخليج العربي وهو يعتبر رد على ما يعتبره مسؤولون أمريكيون استفزازية القيادة الإيرانية المتزايدة.
22 ديسمبر 2006: قال وزير الدفاع الأمريكي روبرت غيتس أن زيادة الوجود البحري الأمريكي في الخليج العربي ليست ردا على أي عمل تقوم به إيران لكنها رسالة مفادها أن الولايات المتحدة ستبقى تحتفظ بوجودها في المنطقة لفترة طويلة.
6 يناير 2007: وفقا لما ذكرته وكالة أنباء أن مصادر عسكرية إسرائيلية قد كشفت عن وجود خطة لضرب مصنع التخصيب في نطنز باستخدام العائد المنخفض النووي الخارق للتحصينات. يمكن أن يتم ذلك من خلال الكشف عن زيادة الضغط على إيران لوقف أنشطة تخصيب اليورانيوم. نفت الحكومة الإسرائيلية هذا التقرير. في طهران قال المتحدث باسم وزارة الخارجية الإيرانية محمد علي حسيني في مؤتمر صحفي أن تقرير الصحيفة «سيوضح للرأي العام العالمي أن النظام الصهيوني هو الخطر الرئيسي على السلام العالمي والمنطقة. أي إجراء ضد إيران لن يترك دون رد والغزاة سيندمون فورا على هذا الفعل».
11 يناير 2007: قال مسؤولون في الإدارة الأميركية أن مجموعة قتالية سترابط على مسافة إبحار سريعة من إيران ردا على قلق متزايد من أن إيران تقوم ببناء قدرتها الصاروخية الخاصة والقوة البحرية بهدف الهيمنة العسكرية في الخليج.
12 يناير 2007: اتهم الرئيس بوش إيران في خطاب هذا الأسبوع في المساعدة على شن هجمات ضد القوات الأمريكية في العراق. أعقبت تصريحاته تعليقات هجومية من كبار مستشاري الحرب وتحركات جديدة للقوات البحرية الأمريكية وغارة في يوم الخميس في المدينة التي يسيطر عليها الأكراد في أربيل. حاولت الإدارة نزع فتيل مخاوف من أنه يخطط أو يدعو للمواجهة مع طهران. في مؤتمر صحفي نفى السكرتير الصحفي للبيت الأبيض توني سنو باعتباره اقتراحات «أسطورة» أن الولايات المتحدة تستعد لحرب أخرى. صدر نفي مماثل من قبل وزير الدفاع روبرت غيتس والجنرال بيتر بيس رئيس هيئة الأركان المشتركة.
14 يناير 2007: قال قائد الأسطول الروسي السلبق في البحر الأسود الأميرال إدوارد بالتين أنه يعتقد أن وجود هذا العدد الكبير من الغواصات النووية الأمريكية في الخليج العربي يعني أنه من المرجح ضرب إيران.
24 يناير 2007: قال مسؤولون إيرانيون الأربعاء أنهم تسلموا دفعة من أنظمة الدفاع الجوي الروسية المتطورة التي تم تصميمها لحماية منشآتها النووية في أصفهان وبوشهر وطهران وشرق إيران من الهجوم في المقام الأول من الطائرات الإسرائيلية أو الأمريكية.
24 يناير 2007: الكتاب في الأبحاث العالمية الجنرال ليوند إيفاشوف نائب رئيس الأكاديمية للشؤون الجيوسياسية والرئيس المشترك السابق لهيئة أركان الجيوش الروسية تتنبأ بهجوم نووي أمريكي على إيران بحلول نهاية أبريل. يعتقد أيضا مثل سكوت ريتر أن الولايات المتحدة سوف تستخدم الأسلحة النووية التكتيكية.
18 فبراير 2007: وفقا لسكوت ريتر الذي أكد وجهة نظره بأن إيران سوف تتعرض لهجوم من قبل الولايات المتحدة فقد تفاوضت وزارة الدفاع الأمريكية على استخدام القواعد العسكرية في رومانيا وبلغاريا.
6 يوليو 2009: جو بايدن يعطي الضوء الأخضر لإسرائيل لشن هجوم عسكري على إيران ولكن فهم كلامه بالخطأ حيث لم يتم إعطاء أي ضوء أخضر للهجوم.

## المعارضة لحرب محتملة
من المعروف وجود معارضة منظمة لاحتمال شن هجوم عسكري في المستقبل ضد إيران من قبل الولايات المتحدة قد بدأت خلال عامي 2005 و2006. ابتداء من مطلع عام 2005 فإن الصحفيين والنشطاء والأكاديميين مثل سيمور هيرش وسكوت ريتر وجوزيف سيرينسيوني وخورخي إ. هيرش بدأوا نشر مزاعم بأن المخاوف الأميركية على التهديد المزعوم الذي يشكله البرنامج النووي الإيراني قد يؤدي بحكومة الولايات المتحدة إلى اتخاذ الجيش إجراءات ضد هذا البلد في المستقبل. هذه التقارير تصاعدت متزامنة مع التوترات بين إيران وبعض الحكومات الغربية مما دفع إلى تشكيل المنظمات الشعبية بما في ذلك حملة ضد العقوبات والتدخل العسكري في إيران في الولايات المتحدة والمملكة المتحدة للدفاع ضد هجمات عسكرية محتملة على إيران. بالإضافة إلى ذلك فإن العديد من المنظمات والأفراد بما في ذلك المدير العام للوكالة الدولية للطاقة الذرية محمد البرادعي مفتش الأسلحة السابق للأمم المتحدة في العراق وسكوت ريتر وحركة عدم الانحياز من 118 دولة وجامعة الدول العربية أعلنوا عن اعتراضهم على الهجوم على إيران.